# Топ, Рефик Осман
Рефик Осман Топ (1 января 1897, Стамбул, Османская империя — 26 апреля 1957, Стамбул, Турция) — турецкий футболист, защитник и полузащитник, тренер, судья, журналист. Выступал за сборную Турции.

## Биография
Рефик Осман Топ родился 1 января 1897 года в Стамбуле.
Играл в футбол на позициях защитника и полузащитника. В детские и юношеские годы играл за «Басирет», «Бешикташ», «Себат» и «Фенербахче». Был одним из основателей «Бешикташа».
Начал взрослую карьеру в «Галатасарае», в котором выступал в 1915—1917 и 1921—1924 годах. В его составе в 1915 году завоевал первый трофей, став чемпионом Стамбульской футбольной лиги.
Стал первым футболистом, которых играл во всех командах турецкой «Большой тройки»: в 1923 году выступал за «Фенербахче», в 1923—1924 годах — за «Бешикташ». В составе «Бешикташа» в 1924 году во второй раз выиграл Стамбульскую лигу.
Кроме того, играл за «Алтынорду» (1917—1921) и «Иттихад Спор» (1922).
16 ноября 1924 года провёл единственный в карьере матч за сборную Турции: в Москве на стадионе имени Воровского турки в товарищеском поединке потерпели поражение от сборной СССР — 0:3. Это был первый матч в истории советской сборной, а Осман стал первым футболистом «Бешикташа», сыгравшим за национальную команду.
По окончании игровой карьеры тренировал «Бешикташ» в 1935—1944 и 1946—1948 годах. Под его руководством чёрно-белые пять раз выигрывали Стамбульскую лигу в 1939—1943 годах.
Также был футбольным судьёй и журналистом. После одной из критических статей ему был объявлен пожизненный бойкот.
Умер 26 апреля 1957 года в Стамбуле.

## Увековечение
В стамбульском районе Бешикташ одна из улиц носит название Рефик Осман Топ.

## Достижения

### В качестве игрока
Галатасарай
- Чемпион Стамбульской лиги (1): 1915.

 Бешикташ
- Чемпион Стамбульской лиги (1): 1924.

### В качестве тренера
Бешикташ
- Чемпион Стамбульской лиги (5): 1939, 1940, 1941, 1942, 1943.